# Tivoli System Automation
Tivoli System Automation ist ein Softwareprodukt des Unternehmens IBM zur Automatisierung der Verfügbarkeit von Anwendungen in einem Rechnerverbund (Cluster).

## Funktionsweise
Diese Software überwacht die Verfügbarkeit von Computer und Anwendungen und kann einen erwünschten Zustand dieser so bezeichneten Ressourcen automatisch sicherstellen.
Tivoli System Automation besteht aus einer Software Komponente die in der Regel mehrere Computer zu einem sogenannten Computercluster zusammenfügt. So zusammengefasste Computer werden in der Regel auch als Knoten (Node) bezeichnet. In diesem Rechnerverbund können Anwendungen nun in der Regel auf jedem der zusammengeschalteten Knoten gestartet werden, was der Ausfallsicherheit des Gesamtsystems dient, sollte ein Knoten ausfallen. Die zweite wesentliche Komponente ist der sogenannte „Automation Manager“, welcher die Ressourcen überwacht und Entscheidungen trifft, wie auf Zustandsänderungen zu reagieren ist.
Ressourcen werden in sogenannten Richtlinien für den „Automation Manager“ definiert. Sie werden identifiziert durch einen eindeutigen Namen und definieren als Eingabe für Tivoli System Automation wie eine bestimmte Anwendung gestartet, gestoppt und überwacht wird. So einmal definierte Ressourcen werden in ihrer Richtlinie logisch gruppiert und zueinander in Beziehung gesetzt. So wird unter anderem ausgedrückt, dass, bevor eine bestimmte als Ressource abstrahierte Anwendung vom Automation Manager gestartet werden darf, zunächst eine andere Ressource verfügbar sein muss.

## Unterstützte Betriebssysteme
Diese Software kann installiert werden auf den folgenden Betriebssystem:
- AIX
- Linux
- Solaris
- z/OS
- Microsoft Windows Server 2003/2008